# Marco Schmidt
Marco Schmidt (ur. 5 września 1983 w Pforzheim) – niemiecki lekkoatleta, kulomiot.
Medalista mistrzostw Niemiec, zarówno w hali jak i na stadionie. Wielokrotny reprezentant kraju na halowych mistrzostwach Europy (w tym 5. miejsce w 2011) oraz w zimowym pucharze Europy w rzutach, występował także w mistrzostwach świata i Europy na stadionie.

## Rekordy życiowe
- pchnięcie kulą (stadion) – 20,51 (2011)
- pchnięcie kulą (hala) – 20,58 (2010)